# Bieliszów
Bieliszów est une localité polonaise de la gmina de Jemielno, située dans le powiat de Góra en voïvodie de Basse-Silésie.

## Toponymie
Le village fut d'abord connu sous le nom de Belishowo. En 1490, il est nommé Bielieschaw. Par la suite et jusqu'en 1945 la commune porte le nom de Neu Heidau.

## Histoire
On retrouve des traces du village dans des documents officiels dès 1310.